# Dawid Jachnicki
Dawid Jachnicki (* 13. März 1991) ist ein polnischer Naturbahnrodler.  Er gewann mit Damian Fender die Bronzemedaille im Doppelsitzer bei der Junioreneuropameisterschaft 2009 und nahm in den Saisonen 2006/2007 sowie 2009/2010 an Weltcuprennen teil.

## Karriere
Jachnicki nahm in der Saison 2005/2006 erstmals an Einsitzerrennen im Interkontinentalcup teil. In der Saison 2006/2007 startete er im Weltcup. Im Einsitzer nahm er an drei der sechs Saisonrennen teil und erzielte mit Ergebnissen knapp unter den besten 30 jeweils Platzierungen im hinteren Mittelfeld. Im Doppelsitzer startete er gemeinsam mit Damian Fender in einem Weltcuprennen, das er als Drittletzter an 14. Stelle beendete. In den nächsten beiden Jahren folgten keine weiteren Weltcupstarts, sondern wieder Einsätze im Interkontinentalcup, sowohl im Ein- als auch im Doppelsitzer.
Bei den Polnischen Meisterschaften erzielte Jachnicki im Winter 2007 mit zwei dritten Plätzen im Doppelsitzer mit Damian Fender und im Mannschaftswettbewerb die ersten Podestplätze. In den nächsten beiden Jahren folgten drei zweite Plätze, einer im Doppelsitzer mit Adam Jędrzejko und zwei im Mannschaftswettkampf. An internationalen Juniorenmeisterschaften nahm Jachnicki nur einmal teil: Bei der Junioreneuropameisterschaft 2009 in Longiarü gewann er mit Damian Fender die Bronzemedaille im Doppelsitzer und wurde 16. im Einsitzer.
In der Saison 2009/2010 startet Fender wieder im Weltcup. Er nahm aber nur an den Weltcuprennen in Umhausen teil und erzielte im Einsitzer den 30. Platz unter 42 gewerteten Rodlern und im Doppelsitzer mit Damian Fender den neunten Platz unter zehn gewerteten Doppelsitzerpaaren. In den Saisonen 2010/2011 und 2011/2012 nahm er an keinen Wettkämpfen teil.

## Erfolge
(Doppelsitzer mit Damian Fender)

### Junioreneuropameisterschaften
- Longiarü 2009: 3. Doppelsitzer, 16. Einsitzer

### Weltcup
- 4 Top-30-Platzierungen im Einsitzer
- 1 Top-10-Platzierung im Doppelsitzer